# Le Bessat
Le Bessat település Franciaországban, Loire megyében. Lakosainak száma 525 fő (2022. január 1.). Le Bessat La Valla-en-Gier, Graix, Saint-Étienne, Tarentaise és Thélis-la-Combe községekkel határos.

## Népesség
A település népességének változása:
| Lakosok száma | 192  | 211  | 250  | 439  | 417  | 436  | 446  | 455  | 479  | 525  |
|               | 1968 | 1982 | 1990 | 2006 | 2013 | 2015 | 2017 | 2019 | 2020 | 2022 |